# أجوستين فيرنانديث ماييو
أجوستين فيرنانديث ماييو (بالإسبانية: Agustín Fernández Mallo)‏ كاتب إسباني ينتمي إلى تيار النوثييا الأدبي أو ما يُعرف شيوعًا باسم ما بعد البوب، وهم الكتاب الذين ولدوا فيما بين عامي 1960 و1976.